# ソリ・カバ
- ソリー・カバ

ソリ・カバ（フランス語: Sory Kaba、1995年7月28日 - ）は、ギニア・コナクリ州コナクリ出身のプロサッカー選手。ラ・リーガ・UDラス・パルマス所属。ギニア代表。ポジションはFW。

## クラブ歴
コナクリ生まれだがスペインに渡り、2012年9月にアルコベンダスCFの下部組織に加入。2013-14シーズンにディビシオネス・レヒオナレスに所属するトップチームでデビューをし、チームのテルセーラ・ディビシオン昇格に貢献した。
2016年1月29日にエルチェCFに移籍し、移籍後しばらくはエルチェCFイリシターノで出場を重ねた。2017年5月13日の試合でアレックス・フェルナンデスに代えてセグンダ・ディビシオンで途中出場し、トップチーム初出場を記録した。プロ初得点は同月28日であった。7月29日にはクラブは降格したものの、彼個人はトップチーム専属として3年の契約延長をした。
2019年1月31日、移籍市場最終日にリーグ・アンのディジョンFCOに4年半契約で移籍。移籍金は400万ユーロ。
同年7月5日に5年契約でデンマーク・スーペルリーガのFCミッティランに300万ユーロで移籍。
2023年8月17日、UDラス・パルマスと4年契約を締結した。

## 代表歴
2017年9月25日に行われた2018 FIFAワールドカップ・アフリカ3次予選のチュニジア代表戦のメンバーとして代表初招集。10月7日にそのチュニジア代表戦でデンバ・カマラに代わって途中出場し代表初出場。2019年6月15日に行われたエジプト代表との親善試合で代表初得点を記録した。